# 한철균
한철균(韓鐵均, 1955년 1월 4일 ~ )은 대한민국의 바둑 기사이다. 바둑TV의 바둑 해설자로 활동 중이다.

## 학력
- 1973년 - 성동고등학교 졸업
- 1977년 - 고려대학교 농학과 학사
- 1988년 - 5년제 한국방송통신대학교 경영학과 학사
- 1991년 - 한국외국어대학교 정책과학대학원 사회과학 석사

## 약력
- 1976년: 학생국수전 우승(고려대 농학과 소속), 입단
- 1985년, 1988년: 신왕전 본선
- 1991년: 제8기 박카스배 본선
- 1992년: 제27기 왕위전 본선
- 1998년: 6단 승단
- 1999년: 제33기 패왕전 본선
- 2000년: 제5기 천원전 본선
- 2001년: 제20기 KBS 바둑왕전 본선, 제1기 KT배 프로기전 본선
- 2002년: 제36기 패왕전 본선
- 2003년: 제37기 패왕전 본선
- 2005년: 제5기 잭필드배 프로시니어기전 본선
- 2007년: YES24배 고교동문전 해설위원
- 2008년: 한국물가정보배 프로기전 바둑TV 해설위원 역임, 제2회 지지옥션배 본선
- 2009년: 경기도 양평군 명예군민 위촉
- 2012년: 제6기 지지옥션배 본선
- 2019년: 9단 승단